# 三刺鱼
三刺鱼（学名：Gasterosteus aculeatus）为刺鱼科刺鱼属的鱼类。分布于美洲沿岸和亚洲沿岸、太平洋北部以及黑龙江、图们江等。该物种的模式产地在欧洲。

## 亚种
- 三刺鱼指名亚种（学名：Gasterosteus aculeatus aculeatus）
- 
- 

## 扩展阅读
維基物種上的相關：三刺鱼